# سوموروواتس
سوموروواتس (به صربی: Sumorovac) یک منطقهٔ مسکونی در صربستان است که در کنیچ واقع شده‌است.